# Garrelts (Adelsgeschlecht)

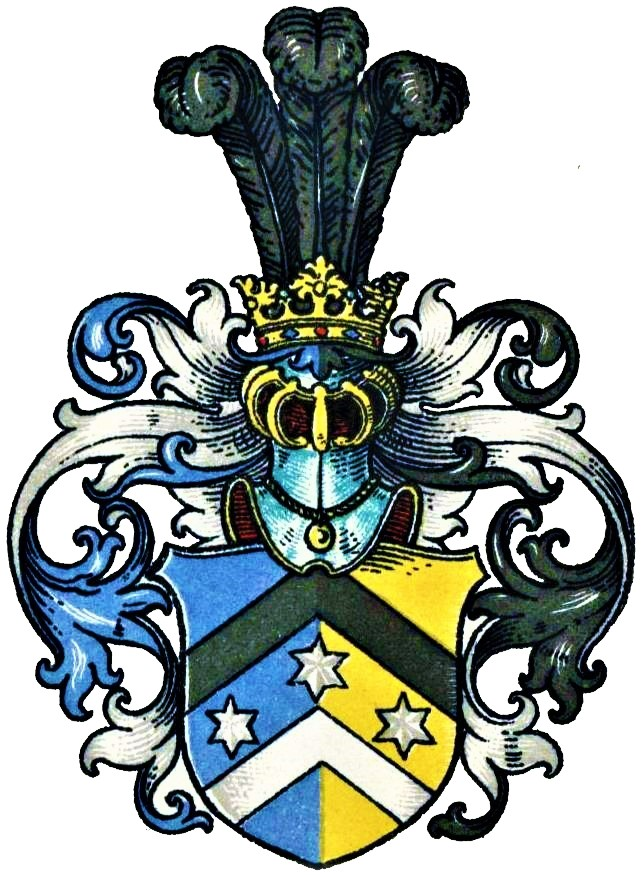
Wappen derer von Garrelts im Wappenbuch des Westfälischen Adels

Garrelts ist der Name eines preußischen Adelsgeschlechts.

## Geschichte
Das Geschlecht stammt von Gerhard Andreas Garrelts (1791–1865), königlich-preußischer Premierleutnant, der am 20. Mai 1820 in den preußisches Adelsstand erhoben wurde. Er hatte zuvor u. a. an der Schlacht bei Ligny teilgenommen, von der er auch in seinem 1856 veröffentlichten Buch über „Die Ostfriesen im Deutschen Befreiungskriege“ berichtete. 1848 wurde er preußischer Major und 1850 Kommandeur der 4. Brigade in der schleswig-holsteinischen Armee. 1849–1850 war er Mitglied der schleswig-holsteinischen Landesversammlung. Gerhard Andreas von Garrelts Nachkommen waren ebenfalls in der preußischen Armee. Ein Friedrich von Garrelts, verheiratet mit Aline Freiin von Hörde, war königlich-preußischer Major. Auf dem Friedhof in Düsseldorf-Golzheim findet sich das Grabmal des königlich-preußischen Fähnrichs C. F. G. von Garrelts.

## Wappen
Blasonierung: Gespalten, rechts blau, links golden. Über den ganzen Schild ein schwarzer über einem silbernen Sparren, zwischen den beiden Sparren drei silberne Sterne, einer im blauen Feld, einer im goldenen Feld, einer auf der Teilungslinie. Auf dem gekrönten Helm drei schwarze Straußenfedern. Die Helmdecken sind rechts blau-silbern, links schwarz-silbern.